# Diocesi di Ucres
La diocesi di Ucres (in latino Dioecesis Ucrensis) è una sede soppressa e sede titolare della Chiesa cattolica.

## Storia
Ucres, identificabile con Bordj-Bou-Djadi nell'odierna Tunisia, è un'antica sede episcopale della provincia romana dell'Africa Proconsolare, suffraganea dell'arcidiocesi di Cartagine.
Sono sei i vescovi documentati di Ucres. Il primo è Vitale, che prese parte al concilio di Arles del 314 assieme a Ceciliano di Cartagine. Nell'Ottocento è stato scoperto a Roma l'epitaffio, datato al 404, del figlio del vescovo Vittore di Ucres. Alla conferenza di Cartagine del 411, che vide riuniti assieme i vescovi cattolici e donatisti dell'Africa romana, presero parte il cattolico Massimino e il donatista Vitale. Quodvultdeus partecipò al concilio cartaginese del 419 indetto dal metropolita Aurelio. Esizioso infine intervenne al sinodo riunito a Cartagine dal re vandalo Unerico nel 484, in seguito al quale venne esiliato.
Dal 1933 Ucres è annoverata tra le sedi vescovili titolari della Chiesa cattolica; dall'8 marzo 2017 il vescovo titolare è Roy Edward Campbell, vescovo ausiliare di Washington.
I manoscritti antichi riportano diverse varianti in relazione al nome di questa diocesi. Tra queste l'espressione dioecesis Verensis invece della più corretta Ucrensis. Ciò ha indotto la Santa Sede ad assegnare in passato il titolo di Vera, soppresso nella seconda metà dell'Ottocento.

## Cronotassi

### Vescovi
- Vitale † (menzionato nel 314)
- Vittore † (menzionato prima del 404)
- Massimino † (menzionato nel 411)
  - Vitale † (menzionato nel 411) (vescovo donatista)
- Quodvultdeus † (menzionato nel 419)
- Esizioso † (menzionato nel 484)

### Vescovi titolari
- Franz Hoowaarts, S.V.D. † (12 novembre 1934 - 11 aprile 1946 nominato vescovo di Caozhou)
- Bernard Denis Stewart † (12 dicembre 1946 - 18 agosto 1950  succeduto vescovo di Sandhurst)
- Antônio Batista Fragoso † (13 marzo 1957 - 28 aprile 1964 nominato vescovo di Crateús)
- Antulio Parrilla-Bonilla, S.I. † (25 maggio 1965 - 3 gennaio 1994 deceduto)
- Guillermo Rodríguez Melgarejo † (25 giugno 1994 - 30 maggio 2003 nominato vescovo di San Martín)
- Edgar Moreira da Cunha, S.D.V. (27 giugno 2003 - 3 luglio 2014 nominato vescovo di Fall River)
- Roy Edward Campbell, dall'8 marzo 2017